# Zwentendorf
Zwentendorf an der Donau es un pequeño municipio con mercado en la Baja Austria, con 3.280 habitantes. Está situada en 48°21′N 15°54′E / 48.350, 15.900, en el Tullnerfeld en la orilla meridional del río Danubio. El lugar es famoso por ser la ubicación de la única planta de energía nuclear de Austria, que se construyó aquí, pero cuya puesta en funcionamiento fue evitada por votación popular el 5 de noviembre de 1978. Una ligerísima mayoría del 50,47% votó contra su arranque.
En cambio en Zwentendorf hay las siguientes instalaciones: 
- Estación de Energía del Danubio Altenwörth (1976)
- Estación de energía térmica Dürnrohr (1986)

- Datos: Q243860
- Multimedia: Zwentendorf an der Donau / Q243860

1. ↑  Worldpostalcodes.org, código postal n.º 3435.